# Adi Sumarmo International Airport
Adi Sumarmo International Airport är en flygplats i Indonesien.   Den ligger i provinsen Jawa Tengah, i den västra delen av landet, 500 km öster om huvudstaden Jakarta. Adi Sumarmo International Airport ligger 104 meter över havet.
Terrängen runt Adi Sumarmo International Airport är huvudsakligen platt. Adi Sumarmo International Airport ligger nere i en dal. Runt Adi Sumarmo International Airport är det mycket tätbefolkat, med 6 241 invånare per kvadratkilometer. Närmaste större samhälle är Surakarta, 10,1 km sydost om Adi Sumarmo International Airport. Omgivningarna runt Adi Sumarmo International Airport är en mosaik av jordbruksmark och naturlig växtlighet.